# Korkiasaari (ö i Lappland, Östra Lappland, lat 66,59, long 26,80)
Korkiasaari är en ö i Finland. Den ligger i sjön Misijärvi och i kommunen Kemijärvi i den ekonomiska regionen  Östra Lapplands ekonomiska region  och landskapet Lappland, i den norra delen av landet, 700 km norr om huvudstaden Helsingfors. Öns area är 2,8 hektar och dess största längd är 250 meter i öst-västlig riktning.